# Eric Washington
Pour les articles homonymes, voir Washington.
Eric Washington, né le 23 mars 1974 à Pearl au Mississippi, est un joueur américain de basket-ball.

## Biographie
Il a évolué durant sa carrière universitaire avec le Crimson Tide de l'université d'Alabama.
Sélectionné en 48e position lors de la draft 1997 de la NBA par le Magic d'Orlando, il évolue deux saisons avec la franchise des Nuggets de Denver. Il présente un bilan de 6,9 points par match et 2,10 rebonds pour 104 rencontres disputées.